# Listă de balerini din New York City

## Principalii balerini dinNew York City
| - Jared Angle - Tyler Angle - Charles Askegard - Yvonne Borree - Ashley Bouder - Joaquín De Luz - Albert Evans | - Megan Fairchild - Robert Fairchild - Gonzalo Garcia - Stephen Hanna - Sterling Hyltin - Darci Kistler - Maria Kowroski | - Sébastien Marcovici - Nilas Martins - Sara Mearns - Benjamin Millepied - Philip Neal - Tiler Peck - Amar Ramasar - Teresa Reichlen | - Jenifer Ringer - Jennie Somogyi - Abi Stafford - Jonathan Stafford - Amber Taylor - Janie Taylor - Daniel Ulbricht - Andrew Veyette - Wendy Whelan |

## Vezi și
- Listă de dansatori renumiți